# Кроуфорд (округ, Огайо)
Шаблон:StateAbbr_ 40°51′ пн. ш. 82°55′ зх. д. / 40.85° пн. ш. 82.92° зх. д.
Округ  Кроуфорд (англ. Crawford County) — округ (графство) у штаті  Огайо, США. Ідентифікатор округу 39033.

## Історія
Округ утворений 1826 року.

## Демографія
За даними перепису 
2000 року 
загальне населення округу становило 46966 осіб, зокрема міського населення було 30917, а сільського — 16049.
Серед мешканців округу чоловіків було 22681, а жінок — 24285. В окрузі було 18957 домогосподарств, 13173 родин, які мешкали в 20178 будинках.
Середній розмір родини становив 2,94.
Віковий розподіл населення поданий у таблиці:
| Стать    | До 15 років | 15-21 | 22-29 | 30-39 | 40-49 | 50-65 | 65-85 | Понад 85 |
| -------- | ----------- | ----- | ----- | ----- | ----- | ----- | ----- | -------- |
| Чоловіки | 4844        | 2180  | 2239  | 3193  | 3514  | 3856  | 2630  | 225      |
| Жінки    | 4816        | 2113  | 2140  | 3225  | 3605  | 4102  | 3675  | 609      |

## Суміжні округи
- Сенека — північ
- Гурон — північний схід
- Ричленд — схід
- Морроу — південний схід
- Меріон — південний захід
- Ваяндот — захід

## Виноски
1. ↑  U.S. Decennial Census. United States Census Bureau. Архів оригіналу за 26 квітня 2015. Процитовано 7 лютого 2015.
2. ↑  Historical Census Browser. University of Virginia Library. Архів оригіналу за 11 серпня 2012. Процитовано 7 лютого 2015.
3. ↑  Forstall, Richard L., ред. (27 березня 1995). Population of Counties by Decennial Census: 1900 to 1990. United States Census Bureau. Архів оригіналу за 14 лютого 2015. Процитовано 7 лютого 2015.
4. ↑  Census 2000 PHC-T-4. Ranking Tables for Counties: 1990 and 2000 (PDF). United States Census Bureau. 2 квітня 2001. Архів оригіналу (PDF) за 18 грудня 2014. Процитовано 7 лютого 2015.
5. ↑  State & County QuickFacts. United States Census Bureau. Архів оригіналу за 9 липня 2011. Процитовано 7 лютого 2015.(англ.) Наведено за англійською вікіпедією.
6. ↑  American FactFinder. Бюро перепису населення США. Архів оригіналу за 29 липня 2011. Процитовано 31 січня 2008.

| США | Це незавершена стаття з географії США. Ви можете допомогти проєкту, виправивши або дописавши її. |